# Concorso di colpa (film)
Concorso di colpa è un film del 2005 diretto da Claudio Fragasso.

## Trama
L'ispettore De Bernardi indaga su un delitto di fine anni '70, a ridosso del sequestro Moro, e proprio l'omicidio Moro farà scomparire dalle cronache quella tragica vicenda. Sarà un apparente inspiegabile suicidio di un ex-sindacalista a riaccendere i riflettori su quella vicenda attraverso il diario della vittima.

## Cast
- Il film segna il ritorno alle scene di Francesco Nuti dopo i problemi di depressione ed alcolismo che l'avevano tenuto lontano per circa quattro anni; sarà anche la sua ultima apparizione cinematografica prima del grave incidente del 2006.